# Amadou Konte
Pour les articles homonymes, voir Konte.
Amadou Konte est un footballeur franco-malien, né le 13 janvier 1981 à Bamako. Il évolue au poste d'attaquant du début des années 2000 au milieu des années 2010.
Après des débuts à l'US Moissy-Cramayel, il effectue sa carrière professionnelle au Hibernian FC, au Potenza SC, au GSV Turate et au Persepam Madura Utama.

## Biographie
Amadou Konte commence le football au poste d'attaquant au CA Vitry. En 1994, il rejoint l'US Créteil et y reste pendant sept saisons faisant toutes les classes de jeunes. En 2002, il rejoint l'Olympique Noisy-le-Sec, en CFA.
En 2003, il s'engage en faveur du Paternó Calcio, un club de Serie C1. En octobre 2004, il signe en Angleterre à Cambridge United, club de League Two, D4 anglaise, entrainé par le Français Hervé Renard. En janvier 2005, il s'engage avec le club écossais d'Hibernian FC pour un contrat de six mois. En fin de saison il marque un but décisif, permettant la qualification de son club pour la Coupe UEFA. Son contrat est alors renouvelé, et il dispute un total de 27 matchs en première division, pour un but inscrit, jusqu'en novembre 2006.

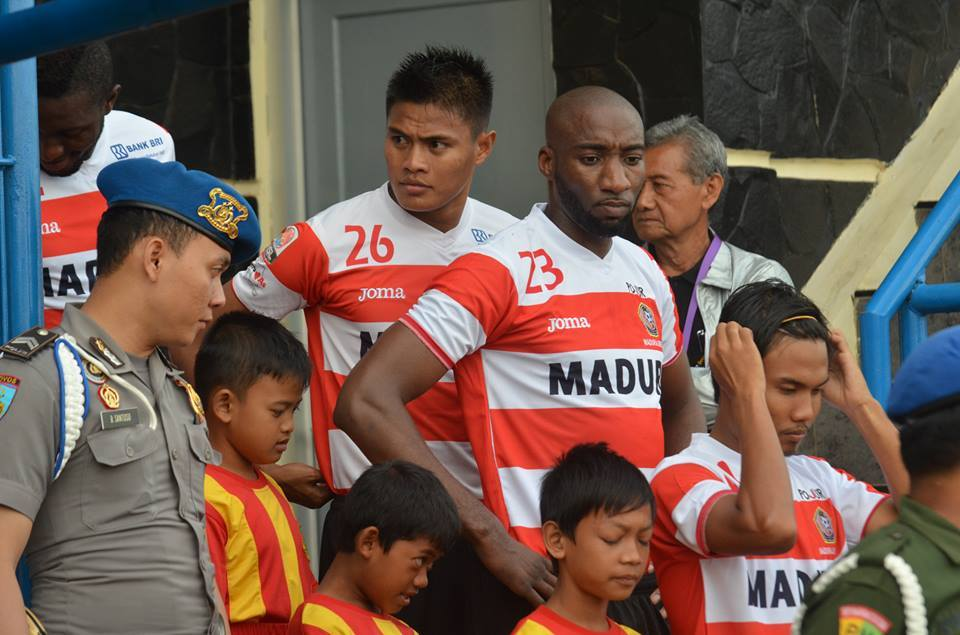
Amadou Konte avec le Madura United

En janvier 2007, il signe dans le club de PAE Kalamata, qui évolue en Division 2 grecque. Il n'y reste que six mois avant de partir vers l'Italie pour le club de Potenza SC, en Serie C1. Après six mois il est prêté au Spezia Calcio, club de Serie B (D2), où il dispute six matchs en championnat sans marquer de but. 
Une fois son contrat terminé avec Potenza, Amadou Konte signe à GS Salus et Virtus Turate, inscrivant 24 buts en 53 matchs. En mai 2013, il rejoint l'Indonésie et le club de Madura United (D1). 
Il met un terme à sa carrière en juin 2014, après une saison compliquée par des blessures avec le club amateur de l'US Moissy-Cramayel, qui évolue en CFA2.